# 제13회 대한민국국제청소년영화제
제13회 대한민국국제청소년영화제는 2013년 10월 22일에 열린 시상식이다.

## 수상 및 후보

### 종합대상
- 오디션 - 김석진 수상

### 단체상 - 대상
- 올해 크리스마스에는 눈이 내린다 - 한동균 수상
- 한글 2013 - 김소현 수상
- Who am i? - 박수경 수상

### 단체상 - 금상
- 브라자 - 원잔디 수상
- 우등생 - 장영준 수상
- 숙제해결회사 - 이동민 수상

### 단체상 - 은상
- 엄마의 기도 - 김민지 수상
- 하늘 너머 - 정세련 수상
- 오늘의 숙제 - 오아령 수상

### 단체상 - 동상
- 오래된사진 - 박단비 수상
- 소녀 배달부 - 박영주 수상
- 사랑합니다 고객님 - 권혁희 수상
- 낙서추리 - 우수진 수상
- 한 여름밤의 꿈 - 김진솔 수상

### 단체상 - 장려상
- 바라보다 - 김태완 수상
- .(점) - 조설하 수상
- 아직 - 강정균 수상
- 가심의 일기 - 김휘민 수상
- 전학 - 김희원 수상
- 나는 자유를 갈망한다 - 고유경 수상
- 남자답게 사는 법 - 오지민 수상
- 다른세계로 가는법 - 황형근 수상
- 엄마는 나의 꿈 - 이유리 수상

### 인기영화인 - 대상 영화감독부문
봉준호 수상

### 인기영화인 - 대상 원로배우
박근형 수상
신구 수상

### 인기영화인 - 대상 남자배우
하정우 수상
장혁 수상

### 인기영화인 - 대상 여자배우
한효주 수상

### 인기영화인 - 대상 남자신인배우
조정석 수상

### 인기영화인 - 대상 여자아역배우
김소현 수상

### 상영작
- 그 남자의 속사정 - 김정우
- 성스러운 교육 - 손태훈
- 심판 - 손태훈
- 터치 - 엄이랑
- 대회전 - 김진태
- 섬 안의 섬, 그 안의 더 많은 바다, 그리고 그 안의 더 많은 섬들 - 김지영
- 세 개의 붉은 달걀 - 박자은
- 웰컴 투 오스트레일리아 - 백소희
- RRUN - 조남민
- 再- - 유수진
- 숨바꼭질 - 박지호
- 뉴 키즈 인 타운 - 곽기봉
- 미들급인생 - 이듀마
- 호구(虎口) - 금태경
- 기억세탁소 - 금태경
- 스매싱 - 금태경
- [[BACK[baeg]]] - 김필수
- 시체의 냄새 - 이종필
- 그런 여자들 - 구윤희
- 호상 - 조유란
- 택시 드라이버(Taxi Driver) - 김광민
- 24개월 후 - 김찬년
- 당신 - 송원재
- 관계물리학 - 이민섭
- 언니의 일기장 - 전혜민
- 상경 - 김정호
- 물의 행방 - 이태훈
- 볼펜 잡듯이 - 이상훈
- 케인 - 정시영
- 할매 - 박기남
- 소멸불가 - 김용삼
- 아름,다운 - 나현애
- 4교시 체육시간 - 예민희
- 꿈꿈 - 이해진
- 메가스터디 - 김성주
- 기막힌 하루 - 문지영
- 진성씨의 혈액형 - 박성일
- 어디로 - 윤영우
- 뭔가 잘못되었다 - 전지민
- 열대야 - 이성일
- 커튼 - 정상준
- 여보세요 - 초희사토
- 출구, 감옥 속의 살인자 - 차상훈
- 동거 - 왕혜령
- 괜찮아 엄마 - 김태동
- 빗소리 - 황연주
- 잘하고싶은 무언가 - 김유진
- 내가 죽은 마을 - 박승민
- 구더기 - 강현섭
- 어느날 - 송현석
- 돌아나가는 길 - 안흥성
- 친절 - 김선미
- 내게 말해줘 - 서진영
- 쓰레기 - 최채인
- 나의 21살은 지나갔다 씨발 - 박태규
- 창_걸다 - 신승현
- 왈츠 속의 탱고 - 이경진
- 진짜 사나이 - 이경진
- 유기 - 문다예
- 우리 상우와 만나지 말아요-퓨전드라마 - 김매일
- 구두(The shoes) - 이기쁨
- 404호 - 조지훈
- 공중캠프 - 하지혜
- 노킹 - 박우건
- 두 번 줄넘기 - 이지환
- 외계인가족 - 제갈민정
- 평범한 이야기 - 정지원
- 한복자 - 양익제
- 합격을 기다리는 사람들 - 원치현
- 생일소년 - 장민재
- 기억로봇 - 조현진
- 옥상탈출 - 조현진
- Bus ending - 성유진
- Sociopathe - 문성수
- 보이'스 톡 - 박지회
- 눈이 맞닿은 길 - 최해준
- 외면 - 이윤재
- 킬링미소프틀리 - 김태윤
- 위로 - 백상일
- 이상한이야기 - 박성호
- Zombie In School - 김다은
- 그들만의 세상 - 문수진
- 나빌레 - 정하은
- 나들이 - 김현진
- 어메이징 타임 - 김예하
- 인터뷰 - 이혜린
- 어떤선물 - 김예진
- ESCAPE - 이성빈
- 한양에서 서울로 - 이성빈
- 몽유병 - 백도엽
- 빈손(The Empty Hand) - 정문희
- 선생님을 사랑하는 법 - 안상민
- 꽃샘추위 - 신민영
- 카피캣 - 진승완 외 1명
- 아버지 - 김다은
- 면접의신(god of interview) - 김영랑
- 마이월드 - 홍인표
- 연애금지 - 조유채
- 선택ing - 최경민
- 절친(絶親) - 김예지
- 오른손잡이 - 윤희주
- 카르페디엠 - 국수빈 외 3명
- Dear my… - 유연재 외 1명
- 바나나우유와 츄파춥스 그리고 나 - 박선미
- 한장 더! - 김선민
- 굿 프렌드 - 최원
- 1004 - 이소연
- 시골소년 - 한광욱
- 하얀 리본 - 권영서
- 애국가 - 권영서
- 살려주세요 - 박채원
- 조기교육 - 박채원
- 오!해피데이 - 박채원
- 그것이 사라지지않는다 - 송원찬
- 미성년자관람불가 - 김태완
- BOOM - 원창성
- 부족한 자의 낙원 - 김민주
- Mosquito Hunting - 박소희 외 3명
- pay back - 박소희
- No timeless - 박혜린
- 돌아오는 건 없었다 - 권오영
- 아빠,안녕! - 이진희
- 역사를 잊은 민족에게 미래는 없다 - 김세연
- 음표없는 악보 - 한정길
- 너의 마음이 보여 - 오현지
- 학생파업 - 전수희
- 우리들의 특별한 점심시간 - 김지원
- 아버지의 꿈 - 강동인
- GO BACK - 전성준
- 달고나 - 강지연
- 상처 - 이현경
- 중독 - 주의진
- 피난민 - 문준호
- 똥과의례 - 김해도담
- 롤링 월렛 - 차재일
- 당신의 마음이 머문곳에 - 백재경
- 교복 - 이주영
- 희망소비자가격 - 박수민
- 그 사람 - 김지연
- THE MONSTER - 김보미
- 벙어리 - 박채원
- 헌이줄게 새이다오 - 홍수민
- 독백 - 이유라
- 아름,다운 집 - 노연제
- 그들이 사는 세상 - 김지현
- 그늘 - 정진균
- 최근 한 온라인 커뮤니티 게시판에는 - 김성중
- 발자국 - 최동환
- 개미 - 유소린
- 정의의 사도 비긴즈 - 강정균
- 이런18 - 권혁희
- 아빠랑 나 - 오혜원
- 세상 모든 우울함에는 등급이 있다 - 이예솔
- 점점 - 이은미
- she크릿 & he크릿 - 김나연
- 반장이 뭐에요? - 백가을
- RED COMPLEX - 이현진
- THE GREAT ESCAPE - 한나영
- LIVE(나를 죽인 범인을 찾습니다) - 박정은
- 백번의고백 - 안기현
- 매직 - 송승윤
- 정거장 - 김남경
- POST IT - 표상목
- 나비.꿈 - 김민규
- 도둑년 - 전예진
- 오디션 싸움 - 성송은
- 僕らの興味期限切れの夏 - 福田さとみ
- UCD BAND-우리가 세상을 살아가는 법 - 이하람
- 선악과 - 이하람
- 생수한병 - 이하람
- Invisible people - Rayymkulov Marat Ashirbekovich
- Sezim - ChotkoraevaAselA kylbekovna
- Without need why to go to Zardala's village - MamadalievAbdul alimAbdumitalipov ich
- When You Sleep - 하지원
- 추억속 그대에게 - 이승준
- 무녀도 - 하성지
- 安寧(안녕) - 박찬현
- 조금 다른 날 - 김윤수
- 로봇 - 임형덕
- 너무 친한 친구들 - 조정완
- 능력 대출 은행 - 이은송
- 꼬리표 - 김혜령
- 반짝반짝 - 김리브가
- 종지부 - 최영우
- 슈퍼스터D - 김상민
- HEAD - 성호경
- 엘리베이터 - 이선주
- 죽음의무도 - 최예원 외 2명
- 백화점 - 석다영
- 그곳으로 - 전선욱
- LongLongLongBuge - 최예은
- 왁시(Waxy) - 황형근
- 패스트푸드 - 황형근
- 역지사지 - 이상문